# Run the Show
Run the Show è un singolo della cantautrice statunitense Kat DeLuna, il secondo estratto dal primo album studio 9 Lives; venne pubblicato il 15 gennaio 2008.
Esistono tre diverse versioni della canzone: la prima è contenuta nella versione standard di 9 Lives ed è cantata in collaborazione con Shaka Dee, mentre le altre due sono contenute nella riedizione dell'album. Di queste, la prima è interpretata in collaborazione con Busta Rhymes, la seconda è cantata in spagnolo con Don Omar.

## Video musicale
Esistono due video per la canzone, uno per la versione inglese con Busta Rhymes e l'altro per la versione in spagnolo.

## Cronologia pubblicazione
| Nazione     | Data              | Formato                                | Etichetta    |
| ----------- | ----------------- | -------------------------------------- | ------------ |
| Stati Uniti | 15 gennaio 2008   | Radio                                  | Epic Records |
| Stati Uniti | 5 febbraio 2008   | Download digitale                      | Epic Records |
| Francia     | 17 marzo 2008     | Cd singolo, download digitale          | Epic Records |
| Italia      | Aprile 2008       | Download digitale, video musicale      |              |
| Italia      | 26 settembre 2008 | Download digitale (Single)             |              |
| Regno Unito | 26 maggio 2008    | Download digitale                      |              |
| Germania    | Settembre 2008    | CD Maxi, CD singolo, download digitale |              |

## Posizioni in classifica
| Classifica (2008)                  | Posizione massima |
| ---------------------------------- | ----------------- |
| Belgio (Fiandre)                   | 5                 |
| Belgio (Vallonia)                  | 5                 |
| Brasile Top 30 Dance Club Play     | 14                |
| Bulgaria                           | 4                 |
| Cile                               | 58                |
| Croazia                            | 29                |
| Euro 200                           | 24                |
| Europa Airplay Hot100              | 11                |
| Finlandia                          | 2                 |
| Francia                            | 6                 |
| Francia Airplay                    | 1                 |
| Irlanda                            | 26                |
| Lituania Airplay                   | 46                |
| Polish National Top 50             | 29                |
| Portogallo                         | 8                 |
| Romanian Airplay                   | 13                |
| Singapore                          | 9                 |
| Svezia                             | 18                |
| Svizzera                           | 29                |
| Official Singles Chart             | 41                |
| U.S. Billboard Hot 100             | 69                |
| U.S. Billboard Hot Dance Club Play | 2                 |
| U.S. Billboard Hot Dance Airplay   | 11                |
| U.S. Billboard Pop 100             | 63                |
| U.S. Billboard Pop 100 Airplay     | 43                |